# Bogoljub
Bogoljub est un prénom serbe de genre masculin. Il signifie amour de dieu.
On peut aussi l'écrire en serbe cyrillique Богољуб

## Personnalités portant le prénom Bogoljub
- Bogoljub Karić, (1954-) homme d'affaires serbe.
- Bogoljub Stanković, mathématicien serbe.
- Bogoljub Šijaković, philosophe serbe.

- Pour l'ensemble des articles sur les personnes portant ce prénom, consulter :
  - la liste des articles dont le titre commence par ce prénom
  - les listes produites par Wikidata : Liste des personnes de prénom « Bogoljub » — même liste en incluant les éventuels prénoms composés qui contiennent « Bogoljub ».